# Louis-François Jauffret
Pour les articles homonymes, voir Jauffret.
Louis-François Jauffret, pionnier de l'anthropologie, pédagogue novateur, moraliste, fabuliste, est né à La Roquebrussanne (Var) le 4 octobre 1770 et mort à Marseille le 11 décembre 1840. Frère de Gaspard-André Jauffret, évêque de Metz, de Jean-Baptiste Jauffret, directeur de l'institution impériale des sourds-muets de Saint-Pétersbourg et de Joseph Jauffret, maître des requêtes au conseil d'état.

## Biographie

### Enfance
Issu d'une famille de notables de Provence (son père est notaire à La Roquebrussanne), Louis-François Jauffret fait ses études chez les Jésuites à Aix-en-Provence, puis chez les Oratoriens à Marseille, et enfin au collège Sainte-Barbe à Paris. Très précoce, muni d'une mémoire prodigieuse, il éveille tôt l'attention de ses professeurs. Il reçoit son brevet de bachelier le 31 juillet 1788. Pendant le temps de ses études, le jeune Louis-François Jauffret est surveillé par son frère l'abbé Gaspard-André Jauffret (futur évêque de Metz), alors prêtre au Séminaire Saint-Sulpice (Paris). 

### Avocat au Parlement de Paris
Formé à l'Ancien Droit, il obtient un diplôme d'avocat en juillet 1789, et achète une charge au Parlement de Paris grâce au soutien de son oncle Jacques Gassier (avocat au Parlement d'Aix). À cette époque, Bochart de Saron, Premier Président au Parlement de Paris, le repère et le charge de la composition de ses discours

### Fondateur de la Gazette des Nouveaux Tribunaux
L'abolition des parlements par les députés de la Constituante en octobre 1790 le contraint à modifier ses projets. Comme beaucoup d'hommes de loi, il se tourne vers le journalisme. Avec Jean-Jacques Lenoir-Laroche, il devient rédacteur du journal de tendance royaliste modérée l'Assemblée nationale lancé par Perlet. 
Un an plus tard, il fonde la Gazette des Nouveaux Tribunaux, principal recueil de jurisprudence sous la Révolution. Cet hebdomadaire, qui parait tous les lundis par cahiers de 32 pages au format in-8°, est une entreprise éditoriale collective rédigée, au-delà de Jauffret, par des hommes de lettres (Pierre-Auguste Miger), des journalistes (Jean Joseph Dussault) et des jurisconsultes (Auguste-Charles Guichard, Mathieu-Antoine Bouchard). La fréquentation des tribunaux le confronte à toutes les bassesses et tous les crimes dont est capable le genre humain. Philanthrope, il plaide notamment la cause des détenus qui attendent parfois depuis des mois (voire des années) leur jugement.
Louis-François Jauffret échappe à la journée du 10 août 1792 grâce à de puissants amis. À cette époque, il suit le "procès du siècle" et publie le premier une Histoire Impartiale du Procès de Louis XVI qui connaît un succès public. 

### Secrétaire de la Société nationale des Neuf-Sœurs
Attiré par une carrière littéraire, Jauffret est introduit par le fabuliste Florian et l'abbé Sicard à la Société nationale des Neuf Sœurs, dont il devient le secrétaire en 1792 (jusqu’à sa dissolution fin 1793). Il participe également au Lycée des Arts. Dans ces sociétés, il se fait remarquer par des lectures de morceaux scientifiques et littéraires, et se lie avec de nombreux hommes de lettres et savants de son époque (Jussieu, Houdon, Lalande, l'abbé Grégoire, etc).
Devenu suspect pendant la terreur, il se réfugie à Orléans avec ses frères puis dans son village natal de La Roquebrussanne en Provence, où la réputation dont jouit sa famille le met hors de danger. Là, il épouse sa cousine Dorothée de Ferry-Lacombe. 
Après la chute de Robespierre, il regagne Paris et publie des Romances historiques (1794-1795), tirées de faits divers réels, mises en musique par Méhul. Destinées à « consoler » des peines de la Terreur, et à « panser les plaies », elles connaissent un grand succès. 

### Pédagogue novateur
Dès 1791 Jauffret publie sur son temps libre un recueil d'idylles, Les charmes de l'enfance et les plaisirs de l'amour maternel, qui sera réédité cinq fois. Cet ouvrage, dans le genre de Gessner, annonce sa passion pour tout ce qui touche au développement de l’enfant, au lien filial, et plus généralement aux nouvelles méthodes éducatives fondées sur les principes de la nature. 
En janvier 1796, il reprend la place laissée vacante par la mort de Berquin, et fonde le Courrier des enfants, puis le Courrier des adolescents. Chaque numéro de ces journaux contient "des anecdotes touchantes, de jolies histoires, des dialogues sur les merveilles de la nature, de petits drames dont les acteurs sont des enfants, et dont le sujet est toujours la satire d’un ridicule ou l’éloge d’une vertu". Cette entreprise le fait figurer parmi les pionniers de la presse jeunesse . 
En décembre 1796, il complète son activité d’auteur pour la jeunesse, en ouvrant au Louvre un "cours amusant et instructif d’histoire naturelle, de géographie, de littérature et de morale à la portée des enfants". Il prend la forme d’un conte, intitulé le Récit des voyages de Rolando et de ses compagnons d’infortune dans les quatre parties du monde. Très moderne dans son approche pédagogique, ce voyage fictif destiné aux enfants est un succès. 
À cette même époque, Jussieu (qui le consulte pour l'éducation de ses enfants), l'encourage à publier son premier livre de vulgarisation scientifique à destination de la jeunesse : Le Voyage au Jardin des Plantes. Cet ouvrage contribue à le faire connaître dans ce genre. Dans la même veine pédagogique, il publie en 1798 Les Merveilles du corps humain, et annonce qu'il entend décliner cette approche à toutes les matières pour former un "cours complet d'instruction". En novembre 1799, aidé de Cuvier et de Lacépède, il innove en éditant un Jeu zoologique et géographique, composé de 52 figures de quadrupèdes et de bipèdes, "dessinées avec la dernière précision"
Après avoir écrit plusieurs livres pour instruire la jeunesse, Louis-François Jauffret conçoit l'idée d'organiser des promenades pédagogiques, sur le mode des anciens sages, "faites dans le dessein de donner aux jeunes gens une idée du bonheur qui peut résulter pour l’homme de l’étude de lui-même, et de la contemplation de la nature". L'ouverture de ces excursions a lieu à Saint-Cloud, le 26 mai 1801. Il y parle d'histoire naturelle, expose les grandes divisions de cette science et développe les relations qui existent entre les sens de l'homme et les objets qui l'environnent, sous les rapports de la nécessité, de l'utilité et de l'agrément. Elles se poursuivent, deux fois par an, jusqu'en 1803.

### Précurseur de l'anthropologie
Dès 1790, Jauffret avait montré un attrait pour les sciences. Il avait défendu le projet d'établir en France une Manufacture de végétaux artificiels, d'après les procédés de Wenzel, fleuriste de la reine. Ce cabinet végétal encouragé par Jussieu et Bernardin de Saint-Pierre, devait servir aux progrès de la botanique, de la médecine, et des arts. Jauffret devait en être l'intendant. Mais, malgré de puissants soutiens, il ne vit jamais le jour.
Vers 1799, Jauffret, précurseur méconnu des sciences de l'homme, soumet à ses amis savants le projet de créer une société consacrée à l'anthropologie. L'idée est accueillie favorablement, et la société est créée en janvier 1800. Jauffret en est nommé secrétaire perpétuel, et Maimieux (1753-1820) président. Première société d'anthropologie, la société des observateurs de l'homme mérite à elle seule un article. Elle réunit les plus grands savants de l'époque. De 1800 à 1804, date de sa dissolution, les principales activités de la société dans lesquelles Jauffret a pris une part active sont les suivantes :
- Mai 1800 : préparation théorique de l'expédition maritime du capitaine Baudin (expédition Baudin) en terres australes (en liaison avec la Société d'Afrique Intérieure, dont Jauffret est également membre). Lors de la fête pour le départ de l'expédition, Louis-François Jauffret a porté un toast : « Au progrès de l'anthropologie. Puisse la Société des Observateurs de l'Homme s'honorer un jour des recherches utiles de ses illustres correspondants ! »
- juillet 1800 : étude de Al-Sam, jeune Chinois présent à Paris (avec Leblond)
- Octobre 1801 : lecture du mémoire de Jean Itard sur Victor de l'Aveyron, l'enfant sauvage
- Décembre 1802 : ouverture des cours de Louis-François Jauffret sur l'histoire naturelle et géographique de l'homme[14]

Enfin, dans le cadre des Observateurs de l'homme, il a l'idée de créer un Muséum spécial consacré à l'homme. Précurseur de la graphologie, il souhaite rassembler une collection de manuscrits d'hommes célèbres, dans un objectif anthropologique.

### Pionnier du développement de l'enfant
Depuis la publication de ses idylles en 1791, Jauffret s'est toujours intéressé à la petite enfance, notamment au développement des facultés intellectuelles, physiques, et morales des premières années. Pour stimuler la recherche dans ce domaine, il organise en 1800 un prix dans le cadre de la Société des observateurs de l'homme : "Déterminer par l’observation journalière d’un ou plusieurs enfants au berceau l’ordre dans lequel les facultés physiques, intellectuelles, et morales se développent, et jusqu’à quel point ce développement est secondé ou contrarié par l’influence des objets dont l’enfant est environné, et par celle, plus grande encore, des personnes qui communiquent avec lui." Lui-même a déjà entrepris de noter, tous les six mois, les progrès de son fils depuis sa naissance jusqu'à ses six ans. Il publie le résultat de ses observations en 1806 dans un ouvrage intitulé Éducation pratique d'Adolphe et de Gustave.

### Fabuliste
En 1806, il entreprend un voyage en France, mais des difficultés financières importantes l'obligent à chercher un emploi. Il quitte définitivement Paris, à la plus grande surprise de son frère aîné et de ses amis, et rejoint l'université comme principal au modeste collège de Montbrison (de 1808 à 1812), puis de Saint-Étienne (de 1813 à 1815). Il est nommé officier de l'université en 1815.
À Montbrison, il écrit sa première fable. Après six ans de travail à décrire les vices et les vertus humaines à travers ce genre littéraire pour lequel il se passionne, il publie ses Fables Nouvelles, qu’il dédicace à Madame Royale, duchesse d'Angoulême (il s’honore de n’avoir pas adressé un vers à l’empereur). Publiées fin 1814, elles reçoivent un accueil flatteur des critiques littéraires (il est comparé à Florian), et sont un succès de libraire. Il entreprend également des recherches sur les fabulistes, qu'il publiera quelques années plus tard (Lettres sur les fabulistes anciens et modernes, 1826)

### Bibliothécaire et secrétaire-perpétuel de l'Académie de Marseille
En 1815, des affaires personnelles le rappellent en Provence. Il s'installe à Marseille et reprend la propriété de ses beaux-parents Ferry-Lacombe (La Combe, près de Trets). Il lance quelques journaux (l'éclaireur marseillais, puis le journal de Marseille et le mémorial marseillais). 
En 1817, il est reçu membre résidant de l'Académie de Marseille, dont il devient secrétaire perpétuel en 1818. Il est nommé conservateur de la bibliothèque de Marseille la même année. Il meurt en 1840 à Marseille et tombe dans l’oubli. Son éloge mortuaire est prononcé par Joseph Méry.

## Œuvres

### Droit, politique
- L’Assemblée nationale, journal de Perlet
- Gazette des nouveaux tribunaux, 1791-1793
- Opinion d'un jurisconsulte patriote sur le procès intenté à Louis XVI, dernier roi des Français... (1793)
- Histoire impartiale du procès de Louis XVI, ci-devant roi des Français, 1793
- Discours sur les plus beaux traits de courage, de bravoure et de patriotisme des soldats de la République, 1793 (comme secrétaire perpétuel de la société des neuf sœurs)
- Almanach pour la 3e année républicaine, ou Nouveau calendrier, suivi d'un Recueil de traits héroïques et civiques, par le rédacteur de la "Gazette des tribunaux"

### Anthropologie, histoire naturelle, développement de l’enfant
- Projet d'établir en France une manufacture de végétaux, d'après les nouveaux procédés de T.J. Wenzel, 1790
- Enfance de Jean Massieu, sourd-muet, 1798
- Introduction aux Mémoires de la Société des observateurs de l'Homme, 1800
- Le Chinois Tchong-A-Sam, 1800 (avec Leblond)
- Cours d’histoire de l’homme et des animaux (conférences données au Louvre en 1800-1803, puis au muséum de Marseille à partir de 1815)
- Dictionnaire des sciences naturelles, par plusieurs professeurs du Muséum national d'histoire naturelle, 1804
- Éducation pratique d'Adolphe et Gustave, ou recueil des leçons données par L.F. Jauffret à ses enfants, 1806, Lyon, Ballanche (cet ouvrage rassemble les observations de LF Jauffret sur le développement du langage de ses enfants depuis la naissance jusqu’à six ans)

### Livres jeunesse (histoire naturelle)
- Voyage au jardin des plantes, contenant la description des galeries d'histoire naturelle, des serres où sont renfermés les arbrisseaux étrangers, 1796, Paris, Guillaume
- Les merveilles du corps humain ou éléments d'anatomie à la portée de l'enfance, 1798, Paris, Leclère
- Voyages de Rolando et de ses compagnons de fortune autour du monde, 1798, Paris, Leclère (d’après les premiers cours d’histoire naturelle et de géographie donnés par l’auteur au Louvre depuis 1796, sous forme d’un conte)
- Jeu zoologique et géographique destiné à l'amusement et à l'instruction de la jeunesse, 1798, Paris, Leclère
- Promenades de Jauffret à la campagne faites dans le dessein de donner aux jeunes gens une idée du bonheur qui peut résulter pour l'homme de l'étude de lui-même et de la contemplation de la nature, 1803, Paris, Demoraine
- Éléments de zoographie, ou l'histoire des animaux considérés relativement au degré d'étendue des régions que chaque espèce occupe sur la surface du globe, 1804, Paris, Demoraine
- Les six jours ou leçons d'un père à son fils sur l'origine du monde, d'après la Bible, contenant des notions simples sur l'histoire naturelle des minéraux, des végétaux, des animaux et de l'homme, 1805, Paris, Galland
- Géographie dramatique de la jeunesse, ou nouvelle méthode amusante pour apprendre la géographie, mises en dialogues et scènes propres à être représentées dans les pensionnats et dans les familles, 1806

### Presse jeunesse
- Le courrier des enfants, 1796-1799, Paris, Leclère
- Le courrier des adolescents, 1800-1801, Paris, Leclère
- La corbeille de fleurs et le panier de fruits, ou la récolte de chaque mois offerte aux demoiselles, 1806-1807, Paris, Perlet
- Le Courrier des familles, ou les Soirées à la maison, 1831

### Livres jeunesse (divers)
- Petit théâtre de famille, 1797, Paris
- Dictionnaire étymologique de la langue française à l'usage de la jeunesse, 1799, Paris
- La journée ou l'emploi du temps, ouvrage contenant les premiers éléments de connaissances utiles aux enfants qui commencent à lire
- La gymnastique de la jeunesse, 1803 (avec Amar Duvivier)
- L’art de réussir dans le monde, ou le taureau, 1804, Paris, Demoraine
- Petite école des arts et métiers, 1816, Paris, Eymery

### Poésies
- Les charmes de l'enfance et les plaisirs de l'amour maternel, 1791, Paris, Eymery
- Romances historiques, 1795 (musique de Méhul)

### Fables
- Vie de Florian, 1801
- Fables nouvelles dédiées à SAR la duchesse d'Angoulême, 1815, Paris, Maradan
- Trois fables sur la girafe, avec une lithographie représentant une girafe, et une notice sur cet animal, 1827, Marseille et Paris, Pichon-Béchet
- Lettres sur les fabulistes anciens et modernes, 1826, Paris, Pichon-Béchet
- Fables choisies, 1828
- Quelques fables inédites, lues aux dernières séances publiques de l'Académie royale des sciences, belles-lettres et arts de Marseille, 1838

### Théâtre
- Les Deux frères, comédie en 4 actes et en prose traduite de Kotzebue et arrangée pour la scène française par M. Weiss, L.-F. Jauffret et J. Patrat, Paris, Théâtre français, 1799

### Autres ouvrages
- Œuvres de Berquin, 1802 (éditeur)
- Œuvres posthumes de Florian, 1803 (éditeur)
- La Ruche provençale, recueil littéraire, 1819
- Pièces historiques sur la peste de Marseille et d'une partie de la Provence, 1820
- Le Conservateur marseillais, 1828 (presse)